# Брукбэнк, Шелдон
Шелдон Брукбэнк (англ. Sheldon Brookbank; род. 10 октября 1980, Ланиган, Саскачеван, Канада) — канадский хоккеист и хоккейный тренер.

## Карьера

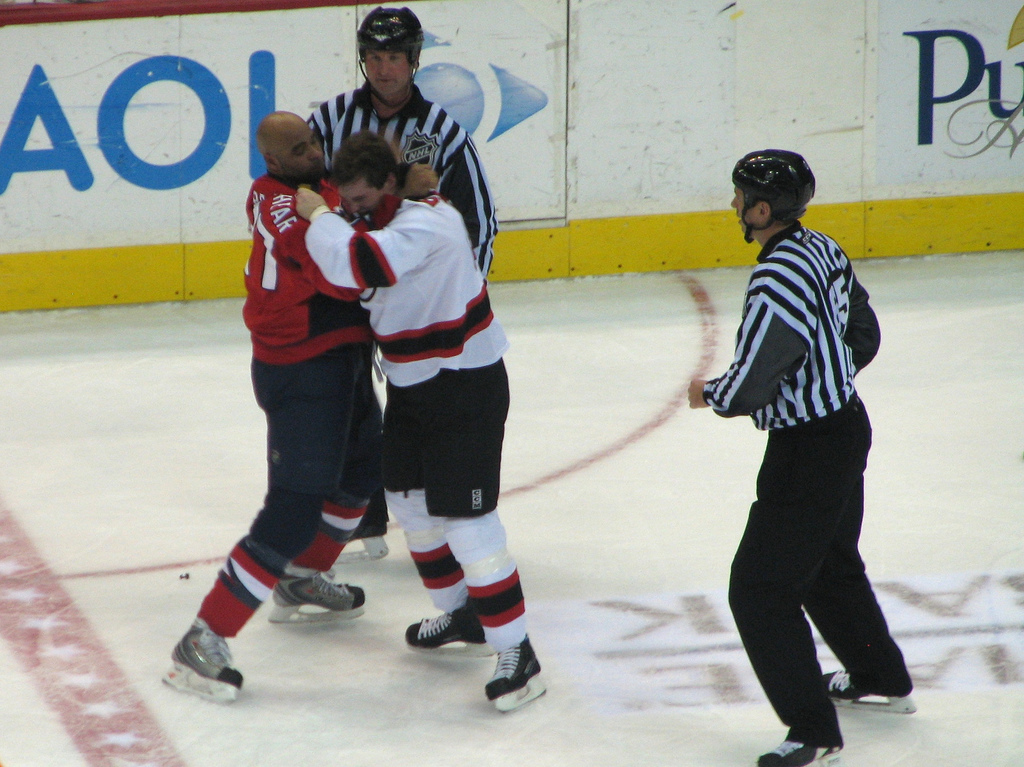
Брукбэнк (справа) против Дональда Брашира

В сезоне 2002/03 «Гранд-Рапидс Гриффинс», в составе которой провел 69 игр, набрал 13 (2+11) очков и 136 минут штрафа.
В сезоне 2005/06 «Милуоки Эдмиралс», в составе которой провел 73 игры, набрал 36 (9+26) очков и 232 минуты штрафа.
В сезоне 2006/07 «Нэшвилл Предаторз», в составе которой провел 3 игры, набрал 1 (0+1) очко и 12 минут штрафа.
В сезоне 2007/08 «Нью-Джерси Дэвилз», в составе которой провел 44 игры, набрал 38 (0+8) очков и 63 минуты штрафа.
В сезонах 2009—2012 «Анахайм Дакс», в составе которой провел 186 игр, набрал 23 (3+20) очка и 249 минут штрафа.
В сезонах 2012—2014 «Чикаго Блэкхоукс», в составе которой провел 74 игры, набрал 8 (3+5) очков и 73 минуты штрафа.
В сезоне 2014/15 «Ак Барс», в составе которой провел 32 игры, набрал 6 (3+3) очков и 33 минуты штрафа.

## Семья
Его младший брат Уэйд Брукбэнк в настоящее время играет за «Рокфорд Айсхогс».